# Delicato
Delicato is een Italiaanse muziekterm met betrekking tot de manier waarop een stuk of passage uitgevoerd dient te worden. Men kan de term vertalen als delicaat of kwetsbaar. Dit betekent dus dat, als deze aanwijzing wordt gegeven, men met zo moet spelen dat dit erg breekbaar en fijnzinnig klinkt. Deze aanwijzing heeft vooral betrekking op de voordracht van een stuk en niet op het tempo. Bij de uitvoer van de aanwijzing kan gedacht worden aan een niet te krachtig (vigoroso) of vurig (con fuoco) spel. De term heeft in beginsel ook geen invloed op de te spelen dynamiek, die overigens meestal apart wordt gegeven. Indien dit niet het geval is, is het wel aannemelijk dat de aanwijzing delicato en een zeer luide dynamiek zoals fortissimo vrij onverenigbaar zijn.